# 대한민국 헌법 제41조
대한민국 헌법 제41조는 대한민국 헌법의 조항이다. 국회의 구성에 대해서 서술하고 있다.

## 본문
①국회는 국민의 보통·평등·직접·비밀선거에 의하여 선출된 국회의원으로 구성한다.
②국회의원의 수는 법률로 정하되, 200인 이상으로 한다.
③국회의원의 선거구와 비례대표제 기타 선거에 관한 사항은 법률로 정한다.

## 같이 보기
- 대한민국 헌법 제3장
- 대한민국 국회